# 김영준 (야구 선수)
김영준(金榮準, 1999년 1월 12일 ~ )은 KBO 리그 LG 트윈스의 투수이다.
공 더럽게 던지는 선수

## 아마추어 시절
선린인터넷고등학교의 에이스였으며, 2학년 때 140km/h의 구속을 기록했고, 1차 지명 후보로 떠올랐다. 지명 후에는 지명 전보다 더 좋은 성적을 내면서 기대를 받았으며, 청소년 대표팀에 선발됐다.

## LG 트윈스시절
2018년 한국프로야구 신인 드래프트에서 1차 지명되었다. 2018년 5월 30일 롯데전에서 구원 등판하며 데뷔 첫 경기를 치렀고, 경기에서 1이닝 무실점을 기록했다.
다음 날인 5월 31일 롯데전에서 구원 등판하며 1이닝 무실점을 기록했고 역전 승을 하면서 데뷔 첫 승을 기록했다.

## 경력
- 2017년 제 28회 세계 청소년 야구 선수권 대회 국가대표

## 수상
- 2017년 고교 주말 리그 전반기 서울권 A 우수 투수상

## 출신 학교
- 인천연학초등학교 (인천남구리틀야구단)
- 선린중학교
- 선린인터넷고등학교

## 통산 기록
| 연도 | 팀명  | 평균자책점 | 경기 | 완투 | 완봉 | 승 | 패 | 세 | 홀 | 승률  | 타자 | 이닝 | 피안타 | 피홈런 | 볼넷 | 사구 | 탈삼진 | 실점 | 자책점 |
| ---- | ----- | ---------- | ---- | ---- | ---- | -- | -- | -- | -- | ----- | ---- | ---- | ------ | ------ | ---- | ---- | ------ | ---- | ------ |
| 2018 | LG    | 4.35       | 14   | 0    | 0    | 2  | 1  | 0  | 0  | 0.667 | 100  | 20.2 | 19     | 3      | 15   | 3    | 16     | 12   | 10     |
| 통산 | 1시즌 | 4.35       | 14   | 0    | 0    | 2  | 1  | 0  | 0  | 0.667 | 100  | 20.2 | 19     | 3      | 15   | 3    | 16     | 12   | 10     |